# Grande Houston
Grande Houston é uma determinação para a região metropolitana de Houston-Sugar Land–Baytown, também conhecida como Houston-Galveston. A região é a sexta maior área metropolitana dos Estados Unidos da América, com uma população de 5,7 milhões de habitantes, a partir do Censo 2008. A população da área metropolitana está centrada na cidade de Houston, o maior centro financeiro e cultural do sul do país, com uma população de 2,2 milhões.